# Mihalik Mira
Mihalik Mira (2008. szeptember 4. —) magyar autóversenyző. Hatévesen kezdett gokartozni, majd 2020-tól a junior gokartba ült át. Tíz évnyi tapasztalat után 2025-ben mutatkozik be az autósport világában, édesapja nyomdokaiba lépve.

## Pályafutása

### Korai évek
Mihalik Mira hatéves korában kezdett el ismerkedni a motorsport világával. Már fiatalon megmutatkozott a tehetsége a gokartpályán, ahol gyors fejlődést mutatott. A versenyzés iránti szenvedélyét családjától örökölte, különösen édesapjától, aki szintén autóversenyző.

### Junior gokartversenyzés (2020–2024)
2020-ban Mira belépett a junior gokartversenyek világába. Az évek során egyre tapasztaltabbá vált, miközben édeasapja az autocrossba mutatkozott be. Versenyzői stílusát a precizitás, a magabiztos ívhasználat és a taktikai gondolkodás jellemzi.

### Autóversenyzői debütálás (2025)
2024-ben Mira úgy döntött, hogy az autóversenyzés felé veszi az irányt, és 2025-ben debütál új csapatában. Első szezonjában a célja a tapasztalatszerzés és az alkalmazkodás a nagyobb sebességhez, technikai kihívásokhoz. Az autósport iránti elkötelezettsége, valamint a tíz évnyi gokartos múltja erős alapot biztosít számára az új szint eléréséhez.

## Magánélete
Mihalik Mira szoros kapcsolatban áll édesapjával, aki fontos szerepet játszott versenyzői pályafutásának alakulásában. Gyermekkorától kezdve együtt dolgoztak a pályán és azon kívül is. Mira számára a versenyzés nem csupán sport, hanem életforma. A versenyeken kívül szenvedélye az edzés és a fizikai felkészülés, melyek segítik őt a koncentrációban és az állóképességben. A tanulás is fontos számára, mivel határozott elképzelései vannak a továbbtanulás terén.

## Érdekességek
- Kedvenc dátuma:  szeptember 4. – ekkor született, és több fontos esemény is ehhez a naphoz kötődik az életében, ezért 94 a rajtszáma.
- A célja, hogy példát mutasson a fiatal lányoknak, és bizonyítsa: a motorsportban nincsenek nemi határok.